# Eventide
Eventide is een uitbreidingsset voor het TCG Magic: The Gathering. Het is de tweede set uit de Shadowmoor Block, en volgt op Shadowmoor.

## Details
Eventide werd uitgebracht op 25 juli 2008. De set bevat 180 kaarten, als volgt verdeeld: 60 'rare', 60 'uncommon' en 60 'common'. Het ontwerp van de set stond onder de leiding van Mark Rosewater, en de ontwikkeling onder die van Matt Place. De “development code” was Doughnut, en de “expansion code” EVE.
Eventide volgt de blockthema's van Shadowmoor op van hybridekaarten en de keywords Wither en Persist. Terwijl Shadowmoor gericht is op hybrides van samenwerkende kleuren, richt Eventide zich op hybrides van contrasterende kleuren (de zogenaamde Enemy Hybrids).
In de set werden twee nieuwe sleutelwoorden geïntroduceerd:
- Retrace: de mogelijkheid een kaart uit de graveyard te spelen door de extra cost van het discarden van een landkaart.
- Chroma: het effect van een kaart verschilt door het aantal manasymbolen van een bepaalde kleur bepaalde kaarten hebben.

Met de set werden ook vijf preconstructed themadecks uitgebracht:
- Life Drain (wit en zwart)
- Sidestep (blauw en rood)
- Death March (zwart en groen)
- Battle Blitz (rood en wit)
- Superabundance (groen en blauw)

De verhaallijn van Eventide loopt samen met het boek Eventide, The Lorwyn Cycle, Book III van Scott McGough en Cory J. Herndon.